# Spectraalindex
De spectraalindex (meestal aangegeven met {\displaystyle \alpha }) van een bron geeft in de astronomie zekere informatie over de eigenschappen van de bron. De spectraalindex wordt berekend uit de fluxdichtheid {\displaystyle S=\nu ^{\alpha }}, waar {\displaystyle S} de fluxdichtheid aangeeft en {\displaystyle \nu }, de frequentie.
Uit metingen van de fluxdichtheid bij twee frequenties kan de spectraalindex berekend worden volgens:
{\displaystyle \alpha ={\frac {\log(S_{1}/S_{2})}{\log(\nu _{1}/\nu _{2})}}}
Een nauwkeurigere beschrijving van de emissie van een bron wordt gegeven door de spectrale energieverdeling (SED; Spectral Energy Distribution).

## Interpretatie
Een spectraalindex van -0,1 duidt op een thermische bron waarbij de emissie ontstaat als remstraling (zoals een H-II-gebied), terwijl een spectraalindex van -0.7 aangeeft dat de emissie afkomstig is van synchrotronstraling (zoals een supernovarest).